# یواس‌اس کاتن (دی‌دی-۶۶۹)
یواس‌اس کاتن (دی‌دی-۶۶۹) (به انگلیسی: USS Cotten (DD-669)) یک کشتی بود که طول آن ۱۱۴٫۷ متر (۳۷۶ فوت) بود. این کشتی در سال ۱۹۴۳ ساخته شد.